# Agrotis canities
Agrotis canities är en fjärilsart som beskrevs av Augustus Radcliffe Grote 1902. Agrotis canities ingår i släktet Agrotis och familjen nattflyn. Inga underarter finns listade i Catalogue of Life.